# Райхлин, Лукреция
Лукре́ция Ра́йхлин (итал. Lucrezia Reichlin; род. 4 августа 1954, Рим) — итальянский экономист. Член Британской и Европейской академий.

## Биография
Дочь левых активистов Лучаны Кастеллина и Альфредо Райхлина.
В 1980 году окончила университет Модены и Реджо-Эмилии, где изучала экономику. В 1986 году получила степень доктора философии по экономике в Нью-Йоркском университете. В 1988 году стала вице-директором исследовательского департамента Национального фонда политических наук в Париже. В 1993 году преподавала в Колумбийском университете, в 1994—2004 профессор в Свободном университете Брюсселя.
С 2005 по 2008 год была генеральным директором исследовательского подразделения Европейского центрального банка во Франкфурте-на-Майне. В 2013—2016 годах возглавляла научный совет брюссельского аналитического центра «Брейгель». Профессор Лондонской бизнес-школы, член совета директоров банковской группы UniCredit, бельгийской страховой компании Ageas и ряда других финансовых институтов. Кроме того, является колумнистом газеты «Corriere della Sera».
Ввела понятие «Наукастинг» — метеорологический термин применительно к экономике.

## Избранные труды
- Тренды и циклы производительности труда в основных странах ОЭСР (в соавторстве с Джузеппе Николетти) / Trends and cycles in labour productivity in the major OECD Countries (con Giuseppe Nicoletti), Paris, OECD, 1993
- Факторные модели в больших отрезках временных рядов / Factor models in large cross-sections of time series, London, Centre for Economic Policy Research, 2002
- Деловой цикл еврозоны: стилизованные факты и проблемы измерения / The Euro area business cycle: stylized facts and measurement issues, London, Centre for Economic Policy Research, 2004.
- ЕЦБ и банки: сказка о двух кризисах / The ECB and the banks: the tale of two crises, London, Centre for Economic Policy Research, 2013